# آن ماهوني
آن ماهوني (بالإنجليزية: Ann Mahoney)‏ هي ممثلة أمريكية، ولدت في 24 أبريل 1976 بروتشستر في الولايات المتحدة.

## وصلات خارجية
- آن ماهوني على موقع IMDb (الإنجليزية)
- آن ماهوني على موقع قاعدة بيانات الفيلم (الإنجليزية)